# Vila Chiari
Vila Chiari (též Vila Doris) je sídelní vila v Šumperku, která byla postavena v roce 1898 až 1899 podle návrhu architekta Wilhelma Luxe v novorenesančním slohu v pozdější ulici 17. listopadu 691/2. Jde o stavbu v lukrativní lokalitě nedaleko Sadů 1. Máje, jejichž část kdysi tvořila pozemek vily. Vila je od roku 1945 využívána jakožto veřejná budova. Objekt není památkově chráněn.

## Historie
Výstavbu vily na pozemku své okrasné zahrady zadal šumperský měšťan, manažer a podnikatel Karl Chiari jakožto zhotovení rodinného sídla. Návrh stavby vypracoval šumperský architekt Wilhelm Lux ve stylu inspirovaném italskou renesanční architekturou, což odkazovalo k italskému původu rodiny Chiari. Vilu po Karlově smrti zdědil jeho syn Eduard Chiari, mj. operní skladatel, který ji přejmenoval po své manželce, Doris. 
Po roce 1945 byla vila v rámci tzv. Benešových dekretů zestátněna a nadále používána k veřejným účelům. Prostorná zahrada pak byla integrována do okolního parku. V zadní části stavby byl roku 1955 vybudován amfiteátr, využívající terasu vily jako jeviště. V roce 2022 fungovala budova jako středisko volného času mládeže.

## Architektura stavby
Jednopatrová budova nese bohatou štukovou výzdobu, svou strukturou nese prvky především italské toskánské architektury, mj. řešením nízkých sedlových střech. Původně byl projektován jako obytná rodinná vila. Součástí pozemku stavby byla rovněž rozsáhlá zahrada, posléze přeměněná ve veřejný park.